# José Cobos Castillo
José Javier Cobos Castillo (Estrasburgo, Francia, 23 de abril de 1968) es un exfutbolista francés que se desempeñaba como defensa.

## Clubes
| Club                      | País    | Año       |
| ------------------------- | ------- | --------- |
| Racing Estrasburgo        | Francia | 1988-1993 |
| París Saint-Germain F. C. | Francia | 1993-1996 |
| R. C. D. Espanyol         | España  | 1996-1998 |
| Toulouse F. C.            | Francia | 1998-1999 |
| OGC Niza                  | Francia | 1999-2005 |